# ブライアン・トチ
ブライアン・トチ（Brian Tochi、1959年5月2日 - ）は、アメリカ合衆国カリフォルニア州ロサンゼルス生まれの日系人俳優・声優・プロデューサー・脚本家・監督である。

## 来歴

### 生い立ち
1959年にロサンゼルスで生まれた。父親のジョー・トチハラとジェーン・ハラダは、ビバリーヒルズのセレブ向けヘアサロンを経営していた。後に一家は同州のオレンジ郡へ移り住んだ。高校卒業後に南カリフォルニア大学、UCLA、そしてカリフォルニア大学アーバイン校で学ぶ。“ブライアン・トチ”という名前はステージネームで、本名はブライアン・キース・トチハラである。

### 役者として
子役としてキャリアをスタートさせ、1967年にテレビ放送されていたシットコムドラマ「He & She」の養子役、1968年にテレビシリーズの「宇宙大作戦」（現・スタートレック）などでテレビデビューを果たし、1971年のチャールトン・ヘストン主演のSF映画「地球最後の男オメガマン」の脇役で映画デビューを果たした。その後もいくつかの作品へ出演して活動を広げていくが、70年代中盤にいったんテレビでの活動から舞台での活動に重点を置き、リカルド・モンタルバン等のベテラン俳優らと舞台共演した。70年代後半辺りから再びテレビドラマや映画へ活動の場を戻すと、「ワンダーウーマン」や「ハワイ5-0」などの話題ドラマへ立て続けに出演し、役者としての地位を確立した。演じる役柄では主に日本人や中国人が多く、これまで出演した映画では「ポリスアカデミーシリーズ」に出てくる日本人のノガタ役やティム・ロビンス主演の「ザ・プレイヤー」の本人役などで知られている。また、声優としてテレビアニメへの声の出演作品もいくつかある他、実写版「ミュータント・タートルズ」の3作品においてはレオナルドの声を担当している。

### その他の活動
俳優のウィリアム・スミス・キーンと共に“Tochi/Smith Keane Entertainment”というプロダクション会社を設立しており、2004年にはキーンとの共同脚本で「Tales of a Fly on the Wall」というTVコメディを監督・プロデュースしている。

## 出演作品

### 映画
| 公開年 | 邦題 原題                                                                                   | 役名               | 備考                     |
| ------ | ------------------------------------------------------------------------------------------- | ------------------ | ------------------------ |
| 1971   | 地球最後の男オメガマン The Omega Man                                                        | トミー             |                          |
| 1980   | オクタゴン The Octagon                                                                      | セイクラ（18歳）   |                          |
| 1984   | ナーズの復讐 Revenge of the Nerds                                                           | トシロー・タナカ   |                          |
| 1985   | 新ポーキーズ/お医者さんゴッコ学園 Stitches                                                  | サム               |                          |
| 1986   | ポリスアカデミー3/全員再訓練! Police Academy 3: Back in Training                            | エルヴィス・ノガタ |                          |
| 1987   | ポリスアカデミー4/市民パトロール Police Academy 4: Citizens on Patrol                       | エルヴィス・ノガタ |                          |
| 1990   | ミュータント・タートルズ Teenage Mutant Ninja Turtles                                       | レオナルド         | 声の出演                 |
| 1991   | ミュータント・ニンジャ・タートルズ2 Teenage Mutant Ninja Turtles II: The Secret of the Ooze | レオナルド         | 声の出演                 |
| 1992   | ナーズの復讐III ナーズ軍団、最終決戦! Revenge of the Nerds III: The Next Generation         | タカシ             | テレビ映画               |
| 1993   | ミュータント・ニンジャ・タートルズ3 Teenage Mutant Ninja Turtles III                        | レオナルド         | 声の出演                 |
| 1994   | 新ナーズの復讐 Revenge of the Nerds IV: Nerds in Love                                       | タカシ             | テレビ映画               |
| 1998   | プリンス・オブ・エジプト The Prince of Egypt                                                | Additional Voices  | 声の出演、クレジットなし |
| 1999   | アイアン・ジャイアント The Iron Giant                                                       |                    | アニメ、声の出演         |
| 1999   | ファイトクラブ Fight Club                                                                   | Fight Bully        | クレジットなし           |
| 2001   | サイレント・フォース The Silent Force                                                       | キム・パオ         |                          |
| 2004   | ムーラン2 Mulan II                                                                          | The Palace Advisor | アニメ、声の出演         |
| 2008   | 寝取られ男のラブ♂バカンス Forgetting Sarah Marshall                                         | マカニ             | クレジットなし           |

### テレビシリーズ
| 放映年    | 邦題 原題                                     | 役名               | 備考         |
| --------- | --------------------------------------------- | ------------------ | ------------ |
| 1968      | 宇宙大作戦 Star Treck                         | レイ               | 1エピソード  |
| 1971      | ぼくらのナニー Nanny and the Professor        | ジミー             | 1エピソード  |
| 1971      | パートリッジ・ファミリー The Partridge Family | 少年               | 1エピソード  |
| 1971      | 特捜隊アダム12 Adam-12                        | 花売り             | 1エピソード  |
| 1971,1976 | ドクター・ウェルビー Marcus Welby, M.D.       |                    | 2エピソード  |
| 1972      | アンナと王様 Anna and the King                | アラン・チャン     | 13エピソード |
| 1973,1974 | 燃えよ! カンフー Kung Fu                      |                    | 3エピソード  |
| 1977      | Space Academy                                 | Tee Gar            | 15エピソード |
| 1978-1979 | ハワイ5-0 Hawaii Five-O                       | ジョーイ・リー     | 3エピソード  |
| 1978      | ワンダーウーマン Wonder Woman                 | ダレル             | 1エピソード  |
| 1985      | トワイライト・ゾーン Twilight Zone            | デヴィッド・ウォン | 1エピソード  |
| 1988      | サンタ・バーバラ Santa Barbara                | カイ               | 26エピソード |
| 1991      | 新スタートレック Star Treck: Next Generation  | ケニー・リン       | 1エピソード  |
| 1995      | Dr.マーク・スローン Diagnosis Murder          | エディ             | 1エピソード  |

### テレビアニメ
- スクービー・ドゥー Scooby-Doo and Scrappy-Doo (1979)
- バイオニックシックス Bionic Six (1987)
- ベスト・キッド The Karate Kid (1989)
- キャプテン・プラネット Captain Planet and the Planeteers (1990)
- モータル・コンバット Mortal Kombat: Defenders of the Realm (1995)
- Happily Ever After: Fairy Tales for Every Child (1995、1997)
- The Real Adventures of Jonny Quest (1996)
- ジョニー・ブラボー Johnny Bravo (1999 - 2000)
- バットマン・ザ・フューチャー Batman Beyond (1999)
- ジンジャーの青春日記 As Told by Ginger (2000)
- Static Shock (2000 - 2003)
- サムライジャック Samurai Jack (2002)
- ビリー&マンディ Grim & Evil (2002)
- キム・ポッシブル Kim Possible (2003)
- KND ハチャメチャ大作戦 Codename: Kids Next Door (2003)
- ダック・ドジャース Duck Dodgers(2005)
- ファミリー・ガイ Family Guy (2005)
- アバター 伝説の少年アン Avatar: The Last Airbender (2006-2008)

### ゲーム
- Bruce Lee: Quest of the Dragon (2002)
- E.O.E 崩壊の前夜 EOE: Hôkai no zenya (2002)
- 天誅 参 Tenchu san (2003)
- True Crime:Streets of LA True Crime: Streets of LA (2003)
- Area 51 (2005)
- Jumper (2008)
- Command & Conquer: Red Alert 3 (2008)
- The Darkness II The Darkness II (2012)